# Ludwig Bewilogua
Christian Ludwig Bewilogua (* 28. August 1906 in Helbigsdorf bei Freiberg; † 26. Juli 1983 in Dresden) war ein deutscher Physiker und langjähriger Hochschullehrer an der Technischen Universität Dresden. Der Nationalpreisträger der DDR publizierte international beachtete Arbeiten im Bereich der Tieftemperaturphysik. 

## Leben
Bewilogua, Sohn eines Pfarrers, besuchte nach der Volksschule das Gymnasium in Freiberg und ab 1922 in Chemnitz, wo er 1925 das Abitur ablegte. Bis 1927 studierte er an der Universität Tübingen Mathematik und danach bis 1930 an der Universität Leipzig Physik, wo er im selben Jahr mit der Arbeit Interferometrische Messung an einzelnen Molekülen der Chlorsubstitutionsprodukte des Methans bei Peter Debye promoviert wurde.
1932/33 war Bewilogua Assistent von Arnold Eucken am Institut für Physikalische Chemie der Universität Göttingen und ab 1933 Assistent von Peter Debye am Physikalischen Institut der Universität Leipzig. 1935 ging er zusammen mit Debye an das Kaiser-Wilhelm-Institut für Physik in Berlin-Dahlem und wurde Leiter der neu aufgebauten Abteilung für Tieftemperaturphysik.
Im Sommer 1945 siedelte Bewilogua in die Sowjetunion über und war bis 1954 an Tieftemperaturforschungen im Rahmen des sowjetischen Atomprogramms beteiligt und in den letzten zwei Jahren im Bereich der Chemischen Industrie tätig. 1954 wurde er Leiter des neu eröffneten Instituts für Tieftemperaturphysik der Deutschen Akademie der Wissenschaften zu Berlin (DAW) in Dresden. Ab 1955 war er zusätzlich Professor für Experimentalphysik an der Technischen Universität Dresden. 1959 wurde er Professor mit vollem Lehrauftrag und ab 1963 ordentlicher Professor für Tieftemperaturphysik. 1971 wurde Bewilogua emeritiert und verstarb 1983 in Dresden.

## Werk
Bewilogua begründete die Tieftemperaturphysik in der DDR und hat auf diesem Gebiet international beachtete Beiträge zur Aufklärung des elektrokalorischen Effektes publiziert. Darüber hinaus schuf er die wissenschaftlichen Voraussetzungen für die industrielle Produktion von kryogenen Gasen wie Helium und Neon und ebnete den Weg für eine breite Anwendung tiefer Temperaturen bei der Aufbereitung von Erdgas, in der Energietechnik, der Kryobiologie und der Medizin. Er war Mitbegründer der Zeitschrift „Wissen und Leben“, Herausgeber der „Wissenschaftlichen Abhandlungen aus der Sowjetunion“ und Editor der Zeitschrift „Cryogenics“.

## Ehrungen
- 1961 Verdienter Techniker der DDR
- 1966 Nationalpreis der DDR
- 1971 Vaterländischer Verdienstorden in Bronze
- 1976 Verdienter Hochschullehrer der DDR
- 1976 Ehrendoktor Dr. rer. nat. h. c. der Friedrich-Schiller-Universität Jena[2]